# ماجيك جويلري
لعبة ماجيك جويلري (بالإنجليزية: Magic Jewelry)‏ ، وتعني الجواهر الساحرة ، هي لعبة إلكترونية من صنف أحجية ، أنتجت سنة 1990م على يد مصمم اللعبة والمبرمج الشخصي التايواني هاونغ شينواي سنة 1990م (بالإنجليزية: Hwang Shinwei)‏ ، وأنتشرت هذه اللعبة عبر تسريب ألعاب نينتندو إنترتينمنت سيستم في أواسط التسعينات من القرن العشرين ، فإن هذه اللعبة تتميز بوجود جواهر عشوائية تهدف للجمع وتلاشي الألوان المتشابهة ، وفي خلفيتها منهاتن وبرج الحرية بمدينة نيويورك ، وتعد اللعبة الأشهر بين أوساط المراهقين في عقد 1990م ، مع أن اللعبة غير مرخصة لشركة نينتندو .

## المصدر
1. ↑  Magic Jewelry II

## وصلات خارجية
- Game profile from غيم سبوت